# Sallywalkerana diplosticta
Espèce
Synonymes
- Ixalus diplostictus Günther, 1876
- Indirana diplosticta Dubois, 1987

Statut de conservation UICN

 EN (needs updating) B1ab(iii) : En danger
Sallywalkerana diplosticta est une espèce d'amphibiens de la famille des Ranixalidae.

## Répartition et habitat
Cette espèce est endémique du sud des Ghâts occidentaux en Inde. Elle se rencontre entre 600 et 1 000 m d'altitude dans les États du Kerala et Tamil Nadu,.
C'est une espèce terrestre vivant dans les forêts tropicales humides et les marécages. Elle n'est pas présente dans les habitats modifiés.

## Description
Sallywalkerana diplosticta mesure environ 25 mm. Son dos est vert olive avec des reflets rosâtres. Son ventre est de couleur claire ; sa gorge est parfois tachetée de brun.

## Publication originale
- Günther, 1876 "1875" : Third report on collection of Indian reptiles obtained by British Museum. Proceedings of the Zoological Society of London, vol. 1875, p. 567-577 (texte intégral).